# Лома Рика (Калифорнија)
Лома Рика (енгл. Loma Rica) насељено је место без административног статуса у америчкој савезној држави Калифорнија.

## Демографија
По попису из 2010. године број становника је 2.368, што је 293 (14,1%) становника више него 2000. године.
| Група             | 2000.         | 2010.         |
| Белци             | 1.797 (86,6%) | 1.979 (83,6%) |
| Афроамериканци    | 9 (0,4%)      | 20 (0,8%)     |
| Азијати           | 18 (0,9%)     | 20 (0,8%)     |
| Хиспаноамериканци | 124 (6,0%)    | 211 (8,9%)    |
| Укупно            | 2.075         | 2.368         |